# Frederik Peeters
Frederik Peeters (* 14. srpna, 1974 v Ženevě) je švýcarský tvůrce komiksů.
Soustředí se především na autorský komiks. Jeho nejznámějším dílem je autobiografická kniha Pilules bleues (Modré pilulky, přeložila Hana Zahradníčková, Mot, 2008), ve které autor líčí vztah se svojí HIV pozitivní přítelkyní.

## Dílo
- Fromage Confiture, Atrabile, 1997.
- Brendon Bellard, Atrabile, 1997.
- Comment rigoler avec les amis, B.ü.L.b. COMIX (sbírka 2[W] - n°9), 1997.
- Pilules bleues, Atrabile, 2001. (Modré pilulky, přeložila Hana Zahradníčková, Mot, 2008)
- Les Miettes, scénář Ibn Al Rabin, Drozophile, 2001.
- Friture, s Ibn Al Rabinem a Andréasem Kündigem, Editions Me Myself, 2002.
- Constellation, L'Association (sbírka Mimolette), 2002.
- Koma 1, La voix des cheminées, scénář Pierre Wazem, Les Humanoïdes Associés, 2003.
- Lupus 1, Atrabile (sbírka Bile Blanche), 2003.
- Lupus 2, Atrabile (sbírka Bile Blanche), 2004.
- Koma 2, Le grand trou, scénář Pierre Wazem, Les Humanoïdes Associés, 2004.
- Onomatopées, Cadrat, 2004.

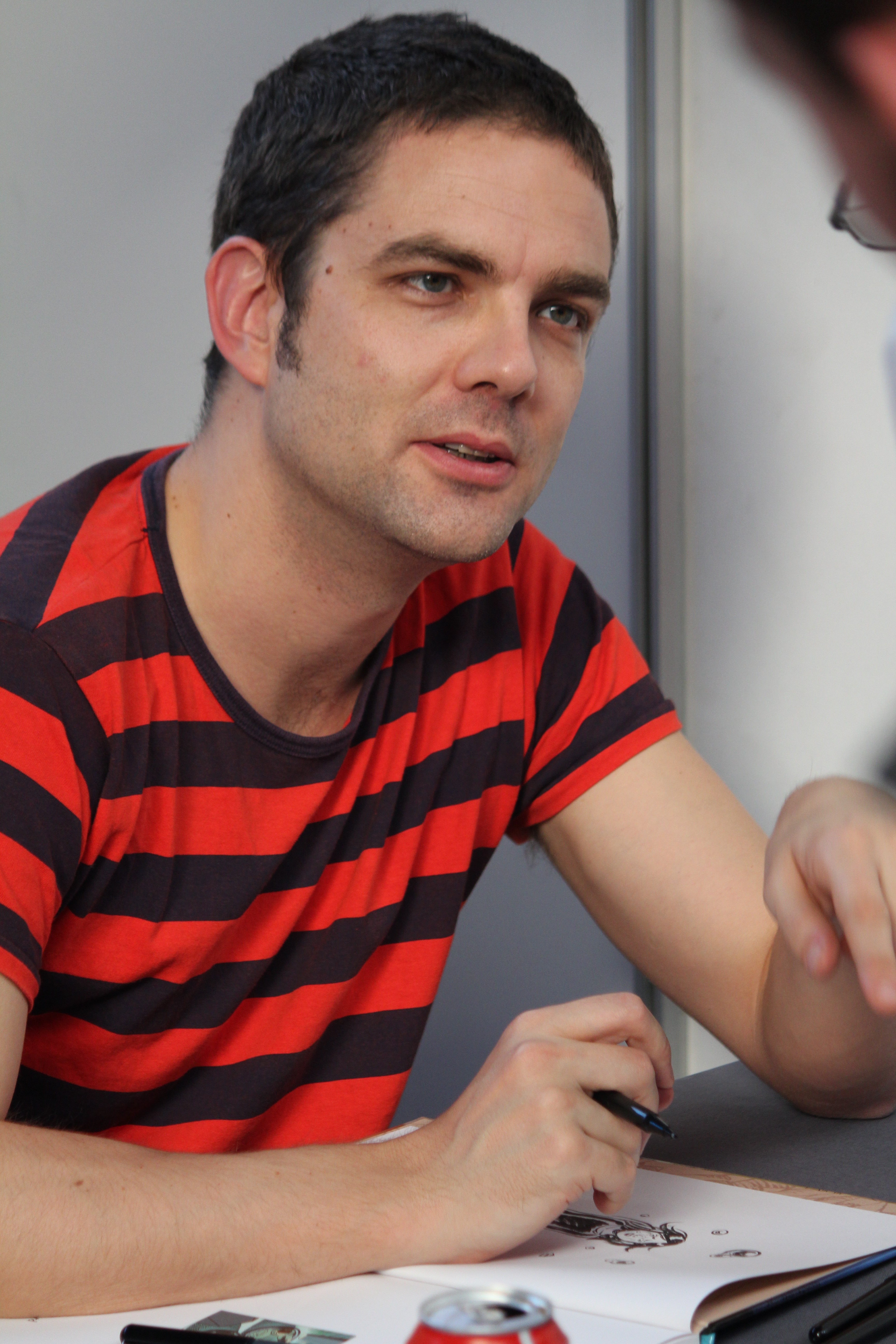
Frederick Peeters (2012)

- Frederick Peeters (2012)Lupus 3, Atrabile (sbírka Bile Blanche), 2005.
- Koma 3, Comme dans les Westerns, scénář Pierre Wazem, Les Humanoïdes Associés, 2005.
- Le début de la fin (in 2W BOX, SET O), B.ü.L.b. COMIX (sbírka 2[W]), 2005.
- Clic... sur ton futur!, Collectif (Tom Tirabosco, Anna Sommer, Noyau, Hélène Becquelin), EPFL, 2005.
- Lupus 4, Atrabile (sbírka Bile Blanche), 2006.
- Koma 4, L'Hôtel, scénář Pierre Wazem, Les Humanoïdes Associés, 2006.
- Pax ! - Savoir vivre ensemble à l'école, kolektiv autorů (Tom Tirabosco, Pierre Wazem, Kalonji, Ambroise H, Peggy Adam, Albertine Zullo, Guillaume Long, Nicolas Robel, Alex Baladi, Frédéric Bott), Jeune Chambre Economique de Genève, 2006.
- RG 1, Riyad-sur-Seine, spoluscenárista Pierre Dragon, Gallimard (sbírka Bayou), 2007.
- Koma 5, Le duel, scénář Pierre Wazem, Les Humanoïdes Associés, 2007.
- Paroles Sans Papiers, kolektiv autorů, Delcourt, 2007.
- Ruminations, Atrabile (sbírka Fiel), 2008.